# Брусник (Неготино)
Брусник (мкд. Брусник) је насеље у Северној Македонији, у средишњем делу државе. Брусник је насеље у оквиру општине Неготино.

## Географија
Брусник је смештен у средишњем делу Северне Македоније. Од најближег већег града, Кавадараца, насеље је удаљено 30 km источно.
Насеље Брусник се налази у историјској области Тиквеш. Село је смештено на западним падинама Конечке планине, у источном делу Тиквешке котлине. Насеље је положено на приближно 320 метара надморске висине. 
Месна клима је измењена континентална са значајним утицајем Егејског мора (жарка лета).

## Становништво
Брусник је према последњем попису из 2002. године имао 3 становника.
Већинско становништво у насељу су етнички Македонци (100%). Почетком 20. века целокупно становништво били су Турци, који у већини су после Првог светског рата иселили у матицу, а на њихово место дошли су преци данашњих становника.
Претежна вероисповест месног становништва је православље.